# Лаймен (Вайоминг)
Ла́ймен (англ. Lyman) — город, расположенный в округе Юинта (штат Вайоминг, США) с населением в 1938 человек по статистическим данным переписи 2000 года.

## География
По данным Бюро переписи населения США, город Лаймен имеет общую площадь в 3,88 квадратных километров, водных ресурсов в черте населённого пункта не имеется.
Город Лаймен расположен на высоте 2044 метра над уровнем моря.

## Демография
По данным переписи населения 2000 года, в городе Лаймен проживало 1938 человек, 504 семьи, насчитывалось 640 домашних хозяйств и 708 жилых домов. Средняя плотность населения составляла около 512 человек на один квадратный километр. Расовый состав Лаймена по данным переписи распределился следующим образом: 98,30 % белых, 0,41 % — коренных американцев, 0,10 % — азиатов, 0,05 % — выходцев с тихоокеанских островов, 0,52 % — представителей смешанных рас, 0,62 % — других народностей. Испаноговорящие составили 2,53 % от всех жителей города.
Из 640 домашних хозяйств в 47,3 % — воспитывали детей в возрасте до 18 лет, 64,2 % представляли собой совместно проживающие супружеские пары, в 9,1 % семей женщины проживали без мужей, 21,1 % не имели семей. 18,4 % от общего числа семей на момент переписи жили самостоятельно, при этом 6,3 % составили одинокие пожилые люди в возрасте 65 лет и старше. Средний размер домашнего хозяйства составил 3,03 человек, а средний размер семьи — 3,48 человек.
Население города по возрастному диапазону по данным переписи 2000 года распределилось следующим образом: 36,5 % — жители младше 18 лет, 10,5 % — между 18 и 24 годами, 24,8 % — от 25 до 44 лет, 22,0 % — от 45 до 64 лет и 6,2 % — в возрасте 65 лет и старше. Средний возраст жителей составил 28 лет. На каждые 100 женщин в Лаймене приходилось 106,4 мужчин, при этом на каждые сто женщин 18 лет и старше приходилось 96,3 мужчин также старше 18 лет.
Средний доход на одно домашнее хозяйство в городе составил 50 550 долларов США, а средний доход на одну семью — 55 132 доллара. При этом мужчины имели средний доход в 51 042 доллара США в год против 17 917 долларов среднегодового дохода у женщин. Доход на душу населения в городе составил 17 966 долларов в год. 5,7 % от всего числа семей в округе и 7,3 % от всей численности населения находилось на момент переписи населения за чертой бедности, при этом 8,7 % из них были моложе 18 лет и 6,3 % — в возрасте 65 лет и старше.